# Bruce Pandolfini
Bruce Pandolfini (nascut el 17 de setembre de 1947), és un escriptor, professor i entrenador d'escacs estatunidenc. Va ser representat per Ben Kingsley a la pel·lícula de 1993 A la recerca de Bobby Fischer, basada en el llibre del mateix nom de Fred Waitzkin.
Pandolfini viu a Nova York i ha entrenat molts escaquistes, el més famós dels quals és Fabiano Caruana, el Gran Mestre estatunidenc més jove de la història, i Joshua Waitzkin, objecte del llibre i la pel·lícula esmentats anteriorment.
Pandolfini és popular entre els seus estudiants per la seva actitud tolerant - un marcat contrast amb el caràcter sever representat a la pel·lícula per Kingsley.
Ha escrit més d'una dotzena de llibres d'escacs i uns quants de temes relacionats amb els escacs. Escriu també una columna mensual per a la revista Chess Life titulada "The ABC's of Chess." Aquesta columna va començar amb turorials sobre obertures d'escacs, però ha evolucionat cap a una columna titulada "Solitaire Chess" que convida el lector a endevinar els moviments fets en una partida.
Apareix també al paquet de Mattel "Computer Chess". Pandolfini té una escola d'escacs virtual per PlayStation 2 i pel joc de PC Chessmaster 9000. El seu tutorial conté anàlisis extenses sobre les quatre primeres jugades de les blanques i les negres, tàctica, joc posicional, i finals.